# Фіцрой Сімпсон
Фіцрой Сімпсон (англ. Fitzroy Simpson, нар. 26 лютого 1970, Бредфорд-он-Ейвон, Англія) — ямайський футболіст, що грав на позиції флангового півзахисника.
Виступав, зокрема, за клуб «Манчестер Сіті», а також національну збірну Ямайки.

## Клубна кар'єра
У дорослому футболі дебютував 1988 року виступами за команду клубу «Свіндон Таун», в якій провів чотири сезони, взявши участь у 105 матчах чемпіонату.
Своєю грою за цю команду привернув увагу представників тренерського штабу клубу «Манчестер Сіті», до складу якого приєднався 1992 року. Відіграв за команду з Манчестера наступні три сезони ігрової кар'єри. Більшість часу, проведеного у складі «Манчестер Сіті», був основним гравцем команди.
Згодом з 1994 по 2007 рік грав у складі команд клубів «Бристоль Сіті», «Портсмут», «Гарт оф Мідлотіан», «Волсолл», «Телфорд Юнайтед», «Лінфілд» та «Гавант енд Вотерлувіль».
Завершив професійну ігрову кар'єру у клубі «Істлі», за команду якого виступав протягом 2007—2008 років.

## Виступи за збірну
1997 року дебютував в офіційних матчах у складі національної збірної Ямайки. Протягом кар'єри у національній команді, яка тривала сім років, провів у формі головної команди країни 36 матчів, забивши два голи.
У складі збірної був учасником розіграшу Золотого кубка КОНКАКАФ 1998 року у США, чемпіонату світу 1998 року у Франції.